# Tunica (Mississippi)
Tunica település az Amerikai Egyesült Államok Mississippi államában, Tunica megyében, melynek megyeszékhelye is. Lakosainak száma 1026 fő (2020. április 1.).

## Népesség
A település népességének változása:
| Lakosok száma | 1132 | 1030 | 1026 |
|               | 2000 | 2010 | 2020 |